# Lijst van spelers van Newcastle United Jets
Deze lijst omvat voetballers die bij de Australische voetbalclub Newcastle United Jets spelen of gespeeld hebben. De spelers zijn alfabetisch gerangschikt.

## A
- Ali Abbas Al-Hilfi

## B
- Scott Baillie
- Scott Balderson
- Guy Bates
- Daniel Beltrame
- Matthew Bingley
- Milan Blagojevic
- Nigel Boogaard
- Tim Bredbury
- Mark Bridge
- Michael Bridges
- Jeremy Brockie
- Damien Brown
- Tim Brown
- John Buonavoglia
- Nathan Burns
- Beau Busch

## C
- Nick Carle
- David Carney
- Robert Catlin
- Daniel Ciarrocchi
- Travis Cooper
- Mateo Corbo
- Angelo Costanzo
- Vaughan Coveny
- Ante Čović
- Jason Cowburn

## D
- Adam D'Apuzzo
- Donny de Groot
- Craig Deans
- Denni
- Travis Dodd
- Jorge Drovandi
- Jack Duncan
- Andrew Durante

## E
- Steve Eagleton
- Tarek Elrich

## F
- Tony Faria
- Joshua Ferguson
- Marcello Fiorentini

## G
- Clint Gosling
- Adam Griffiths
- Joel Griffiths
- Ryan Griffiths

## H
- Jesper Håkansson
- Labinot Haliti
- Andy Harper
- Peter Haynes
- Troy Hearfield
- Paul Henderson
- Jason Hoffman
- James Holland
- Wes Hoolahan
- Adam Hughes

## J
- Mário Jardel
- Francis Jeffers
- Marko Jesic
- Mitchell Johnson
- Richard Johnson
- Peter Juchniewicz

## K
- Ben Kantarovski
- James Kemp
- Ben Kennedy
- Paul Kohler
- Antun Kovačić

## L
- Manis Lamond
- Stephen Laybutt
- Thomas Libbesson

## M
- Anthony Magnacca
- Josh Maguire
- John Majurovski
- Chad Mansley
- Tallan Martin
- Esala Masi
- Daniel McBreen
- Todd McManus
- Ben McNamara
- Peter McPherson
- Robbie Middleby
- Ljubo Milićević
- Ante Miličić
- Mark Milligan
- Tomislav Misura
- Josh Mitchell
- James Monie
- Brodie Mooy
- Alex Moreira
- Stuart Musialik

## N
- Jason Naidovski
- Matthew Nash
- Ivan Necevski
- Jade North

## O
- Mitchell O'Brien
- Paul Okon
- Steven Old
- Shaun Ontong
- Greg Owens
- Tolgay Özbey

## P
- Franco Parisi
- Justin Pasfield
- Kaz Patafta
- Mirjan Pavlović
- Chris Payne
- Jacob Pepper
- John Perosh
- Sasho Petrovski
- Andy Petterson
- Allan Picken
- Jesse Pinto
- Daniel Piorkowski
- Jason Polak
- Michael Prentice

## R
- Liam Reddy
- Taylor Regan
- Andy Roberts
- Milton Rodríguez
- Sean Rooney
- Jarrad Ross
- Joshua Rufo

## S
- Joey Schirripa
- Dion Shaw
- Damien Smith
- Jin-Hyung Song
- Noel Spencer
- Glenn Sprod
- Brett Studman
- Anthony Surjan
- Brad Swancott

## T
- Joel Theissen
- Scott Thomas
- Matt Thompson
- Nikolai Topor-Stanley
- Chris Triantis
- Vasko Trpcevski
- Nikolas Tsattalios
- Peter Tsekenis
- Scott Tunbridge

## V
- Daniel Vasilevski
- Tando Velaphi
- Fabio Vignaroli
- James Virgili

## W
- Mitchell Wallace
- Shane Webb
- Kasey Wehrman
- Jobe Wheelhouse
- Brad Wieczorek
- Tom Willis
- Keegan Wolfenden
- Joel Wood

## Y
- Neil Young

## Z
- Ruben Zadkovich
- Nedijeljko Zelić
- Shuo Zhang
- Chris Zoričić
- Edmundo Zura